# MSpot
mSpot Inc. è lo sviluppatore di Samsung Music Hub, un servizio di musica mobile all-in-one che include un catalogo di streaming, un archivio di musica cloud, una radio e un negozio di musica. Il servizio era disponibile per i dispositivi mobili Samsung negli Stati Uniti e nei paesi dell'UE, inclusi Regno Unito, Francia, Germania, Italia e Spagna. mSpot è diventata una consociata interamente controllata da Samsung Electronics, nel maggio 2012: nel luglio 2013, i dipendenti mSpot sono diventati il team musicale del Media Solutions Center di Samsung.

## Storia
mSpot è stata fondata nel 2004 da Daren Tsui e Ed Ho, rispettivamente CEO e CTO. La società è stata inizialmente lanciata come servizio di telefonia mobile. All'inizio del 2005, Sprint stava costruendo la prima rete da 2,5 G e aveva richiesto a mSpot di fornire uno dei primi canali radio mobili per il primo servizio. Inizialmente il servizio viene avviato con 8 canali musicali e 5 canali talk (NPR, Acuweather); ed è presto ampliato per offrire canali sportivi e di intrattenimento, inclusi canali di contenuti premium come NPR e sport. Subito dopo, mSpot lancia una piattaforma di intrattenimento mobile con etichetta bianca che offre contenuti musicali e video, successivamente concessa in licenza da altri operatori wireless tra cui AT & T e T-Mobile.
Nel 2006, mSpot inizia a offrire film per cellulari a lunghezza intera trasmessi in streaming su reti wireless. Gli studi che hanno offerto per primi i contenuti per il servizio includono: Disney e Universal: Scar Face è il primo filmato mobile offerto su mSpot Movies, inizialmente offerto su Sprint.
All'inizio del 2008, Island Def Jam collabora con mSpot per portare la radio sponsorizzata dall'etichetta a mSpot Radio.  Nel maggio 2010, mSpot Music diventa uno dei primi servizi di musica "cloud" disponibili negli Stati Uniti, prima di Google Music e servizi simili di Apple e altri.